# Grand Prix Stanów Zjednoczonych 1972
Grand Prix Stanów Zjednoczonych 1972 (oryg. United States Grand Prix) – ostatnia runda Mistrzostw Świata Formuły 1 w sezonie 1972, która odbyła się 8 października 1972, po raz 12. na torze Watkins Glen.
Było to 15. Grand Prix Stanów Zjednoczonych i jednocześnie 14. zaliczane do Mistrzostw Świata Formuły 1.

## Klasyfikacja
| Legenda oznaczeń w tabelach wyników Wyświetl szablon na nowej stronie | Legenda oznaczeń w tabelach wyników Wyświetl szablon na nowej stronie                                                                     |
| Oznaczenie                                                            | Wyjaśnienie |
| --------------------------------------------------------------------- | --- |
| Złoty                                                                 | Zwycięzca lub mistrzostwo |
| Srebrny                                                               | 2. miejsce lub wicemistrzostwo |
| Brązowy                                                               | 3. miejsce lub II wicemistrzostwo |
| Zielony                                                               | Ukończył, punktował (w klasyfikacji generalnej, gdy zdobył co najmniej jeden punkt na przestrzeni sezonu, poza trzema powyższymi opcjami) |
| Niebieski                                                             | Ukończył, nie punktował (w klasyfikacji generalnej, gdy nie zdobył co najmniej jednego punktu na przestrzeni sezonu)                      |
| Czerwony                                                              | Nie zakwalifikował się (NZ) |
| Czerwony                                                              | Nie prekwalifikował się (NPK) |
| Różowy                                                                | Nie ukończył (NU) |
| Różowy                                                                | Niesklasyfikowany (NS) (w klasyfikacji generalnej, gdy nie został sklasyfikowany w żadnym wyścigu sezonu)                                 |
| Czarny                                                                | Zdyskwalifikowany (DK) |
| Czarny                                                                | Wykluczony (WYK/EX) |
| Biały                                                                 | Nie wystartował (NW) |
| Biały                                                                 | Kontuzjowany (K/INJ) |
| Biały                                                                 | Wyścig odwołany (OD/C) |
| Bez koloru                                                            | Został wycofany (WYC/WD) |
| Bez koloru                                                            | Nie przybył (NP/DNA) |
| Bez koloru                                                            | Nie brał udziału w treningach (NT/DNP) |
| Bez koloru                                                            | Nie został zgłoszony (–) |
| Pogrubienie                                                           | Start z pole position |
| Kursywa                                                               | Najszybsze okrążenie wyścigu |
| †                                                                     | Nie ukończył, ale jego rezultat został zaliczony ze względu na przejechanie więcej niż 90% dystansu wyścigu.                              |
| *                                                                     | Sezon w trakcie |
| 1/2/3                                                                 | Punktowana pozycja w sprincie |
| Lista systemów punktacji Formuły 1                                    | |

| Poz. | Nr | Kierowca             | Konstruktor  | Okrążeń | Czas/powód NU      | Poz. start. | Punktów |
| ---- | -- | -------------------- | ------------ | ------- | ------------------ | ----------- | ------- |
| 1    | 1  | Jackie Stewart       | Tyrrell-Ford | 59      | 1:41:43.35         | 1           | 9       |
| 2    | 2  | François Cevert      | Tyrrell-Ford | 59      | + 39.43 s          | 4           | 6       |
| 3    | 19 | Denny Hulme          | McLaren-Ford | 59      | + 44.73 s          | 3           | 4       |
| 4    | 4  | Ronnie Peterson      | March-Ford   | 59      | + 1:24.52          | 26          | 3       |
| 5    | 7  | Jacky Ickx           | Ferrari      | 59      | + 1:25.123         | 12          | 2       |
| 6    | 9  | Mario Andretti       | Ferrari      | 58      | + 1 okrążenie      | 10          | 1       |
| 7    | 3  | Patrick Depailler    | Tyrrell-Ford | 58      | + 1 okrążenie      | 11          |         |
| 8    | 8  | Clay Regazzoni       | Ferrari      | 58      | + 1 okrążenie      | 6           |         |
| 9    | 21 | Jody Scheckter       | McLaren-Ford | 58      | + 1 okrążenie      | 8           |         |
| 10   | 12 | Reine Wisell         | Lotus-Ford   | 57      | + 2 okrążenia      | 16          |         |
| 11   | 28 | Graham Hill          | Brabham-Ford | 57      | + 2 okrążenia      | 27          |         |
| 12   | 34 | Sam Posey            | Surtees-Ford | 57      | + 2 okrążenia      | 22          |         |
| 13   | 6  | Mike Beuttler        | March-Ford   | 57      | + 2 okrążenia      | 20          |         |
| 14   | 26 | Henri Pescarolo      | March-Ford   | 57      | + 2 okrążenia      | 21          |         |
| 15   | 18 | Chris Amon           | Matra        | 57      | + 2 okrążenia      | 7           |         |
| 16   | 33 | Skip Barber          | March-Ford   | 57      | + 2 okrążenia      | 20          |         |
| 17   | 23 | Mike Hailwood        | Surtees-Ford | 56      | Kolizja            | 14          |         |
| 18   | 20 | Peter Revson         | McLaren-Ford | 54      | Elektronika        | 2           |         |
| 19   | 5  | Niki Lauda           | March-Ford   | 49      | Nie sklasyfikowany | 25          |         |
| NU   | 27 | Carlos Pace          | March-Ford   | 48      | Prob. z paliwem    | 15          |         |
| NU   | 14 | Peter Gethin         | BRM          | 47      | Silnik             | 28          |         |
| NU   | 16 | Howden Ganley        | BRM          | 44      | Silnik             | 17          |         |
| NU   | 11 | Dave Walker          | Lotus-Ford   | 44      | Silnik             | 30          |         |
| NU   | 30 | Wilson Fittipaldi    | Brabham-Ford | 43      | Silnik             | 13          |         |
| NU   | 17 | Jean-Pierre Beltoise | BRM          | 40      | Zapłon             | 18          |         |
| NU   | 15 | Brian Redman         | BRM          | 34      | Silnik             | 24          |         |
| NU   | 29 | Carlos Reutemann     | Brabham-Ford | 31      | Silnik             | 5           |         |
| NU   | 25 | Andrea de Adamich    | Surtees-Ford | 25      | Kolizja            | 19          |         |
| NU   | 24 | Tim Schenken         | Surtees-Ford | 22      | Zawieszenie        | 31          |         |
| NU   | 10 | Emerson Fittipaldi   | Lotus-Ford   | 17      | Zawieszenie        | 9           |         |
| NU   | 31 | Derek Bell           | Tecno        | 8       | Silnik             | 29          |         |